# Daniel Baugh Brewster
Daniel Baugh Brewster, ameriški politik, * 23. november 1923, Okrožje Baltimore, Maryland, ZDA, † 19. avgust 2007.